# Parramatta Power
Il Parramatta Power è stata una società calcistica australiana attiva dal 1999 al 2004. Militava nella National Soccer League, la massima divisione del campionato nazionale.
I colori sociali sono il nero e il giallo.

## Storia
I Power furono vice-campioni nella stagione 2003-2004.
Il Perth Glory doveva essere l'avversario, ma pesanti precipitazioni rimandaroro lo spareggio valevole il campionato.
Il club di Sydney rinunciò a giocare a causa di grosse difficoltà economiche.
La società ha comunque stanziato dei fondi per la squadra di rugby.

## Palmarès

### Altri piazzamenti
- Campionato australiano:

Secondo posto: 2002-2003